# Flakpanzer IV Kugelblitz
Flakpanzer IV Kugelblitz (svenska: Luftvärnskanonvagn IV kulblixt "blixt av kulor"), kort Flakpz IV Kugelblitz eller bara Kugelblitz "som smeknamn" var ett par tyska luftvärnskanonvagnsprototyper från andra världskriget byggd på Panzer IV-chassit. 
FLAK är en förkortning av Flieger Abwehr Kanone vilket betyder luftvärnskanon och PANZER är den tyska termen för stridsvagn.
Fordonet hade ett på den tiden unikt oscillerande bolltorn som inte hann komma ur prototypstadiet innan andra världskriget tog slut. Prototyperna byggdes på panzer IV chassit men om fordonet hade producerats hade det byggts på Jgdpz 38(t) chassit.

## Torn

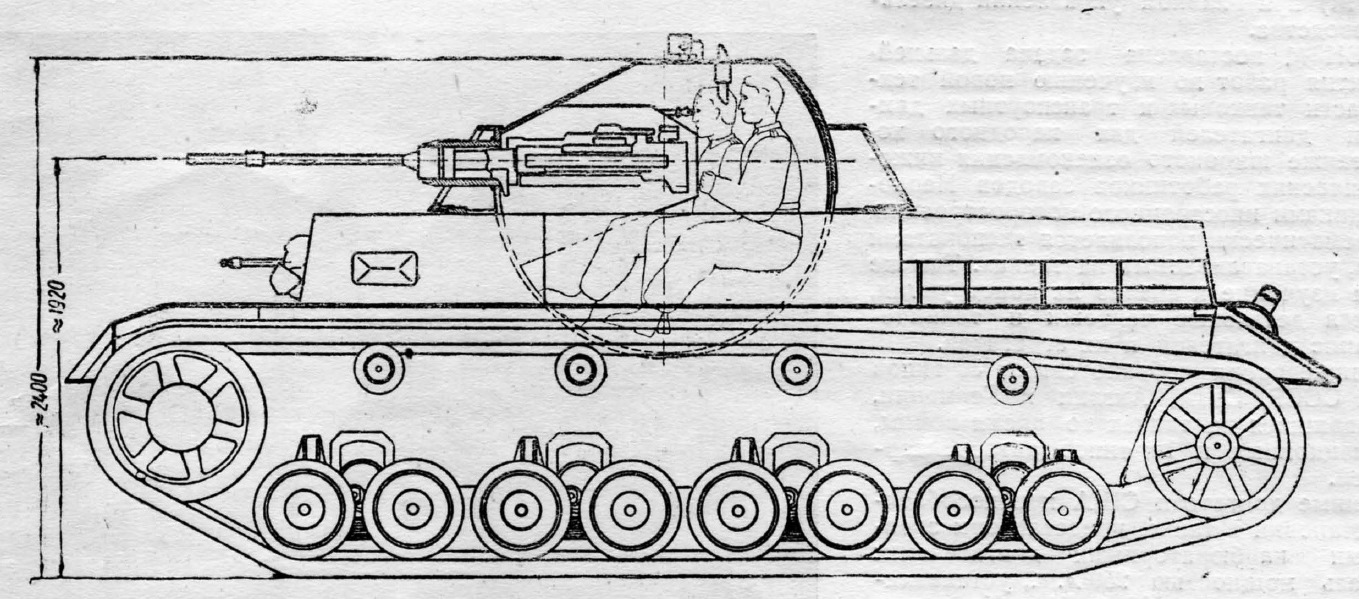
Ritning av Kugelblitz

Utmärkande för Flakpanzer IV Kugelblitz, till skillnad från samtida luftvärnskanonvagnar, var ett fullt slutet, vridbart bolltorn av oscillerande typ. Detta gjorde att besättningen i tornet alltid tittade mot samma riktning som automatkanonerna vilket i teorin skulle gjort det mycket lättare och bekvämare att sikta. Tornet höll 3 personer, två bredvid varandra i mitten och en bakom. Pansaret var 30 mm tjockt på vaggan och bolltornets sidor och bak. Tornets front och tak var 20 mm tjockt. Tornets front hade två luckor för två av besättningsmännen. Dessa användes inta bara för att komma in och ut ur fordonet utan kunde även öppnas för att ha öppen utsikt framåt. Den tredje besättningsmannen hade en lucka centralt på taket för att komma ut och in.

## Beväpning
Den planerade beväpningen var från början två stycken 30 mm MK 303 "Brunn" automatkanoner kallade doppelfklak i denna konfiguration. Dock så var Mk 303 inte färdigutvecklad och alla kanoner var reserverade för kriegsmarinen. Istället föll valet på två stycken 30 mm MK 103. MK 103 var redan ett välkänt och välanvänt vapensystem inom det tyska flygvapnet och luftvärnet. Automatkanonen var av en ovanlig typ. Den var designad både för pansarvärn och luftvärn. Kanonen var även bältmatad vilket inte var vanligt bland luftvärnsautomatkanoner även av mindre kaliber. Väl i tornet hade varje kanon 600 patroner var.

## Produktion och tjänst
5 prototyper och ett okänt antal utvärderingsfordon byggdes sent i kriget. Dessa prototyper och utvärderingsfordon var byggda på Panzer IV chassit. Dock så var detta bara en temporär lösning för testning av bolltornet då Panzer IV-chassit skulle gå ur produktion. Produktionsvarianten skulle vara byggd på ett modifierat Jagdpanzer 38(t)-chassi. Eftersom Tyskland höll på att förlora kriget kom inte utvecklingen längre än dessa få prototyper och utvärderingsfordon då dessa tvingades in i tjänst. Flera av fordonen sägs ha hjälpt till vid slaget om Berlin och minst ett fordon var med i ett slag nära byn Spichra i delstaten Thüringen där den förstördes och låg begravd i en kulle tills den grävdes upp 1999.

## Bevarade fordon
Ett torn med vagga finns bevarat i museet Lehrsammlung der Heeresflugabwehrschule (Tyska luftvärnsskolans samling av luftvärn) och en vagga utan torn ägs av en privat samlare.

## Galleri

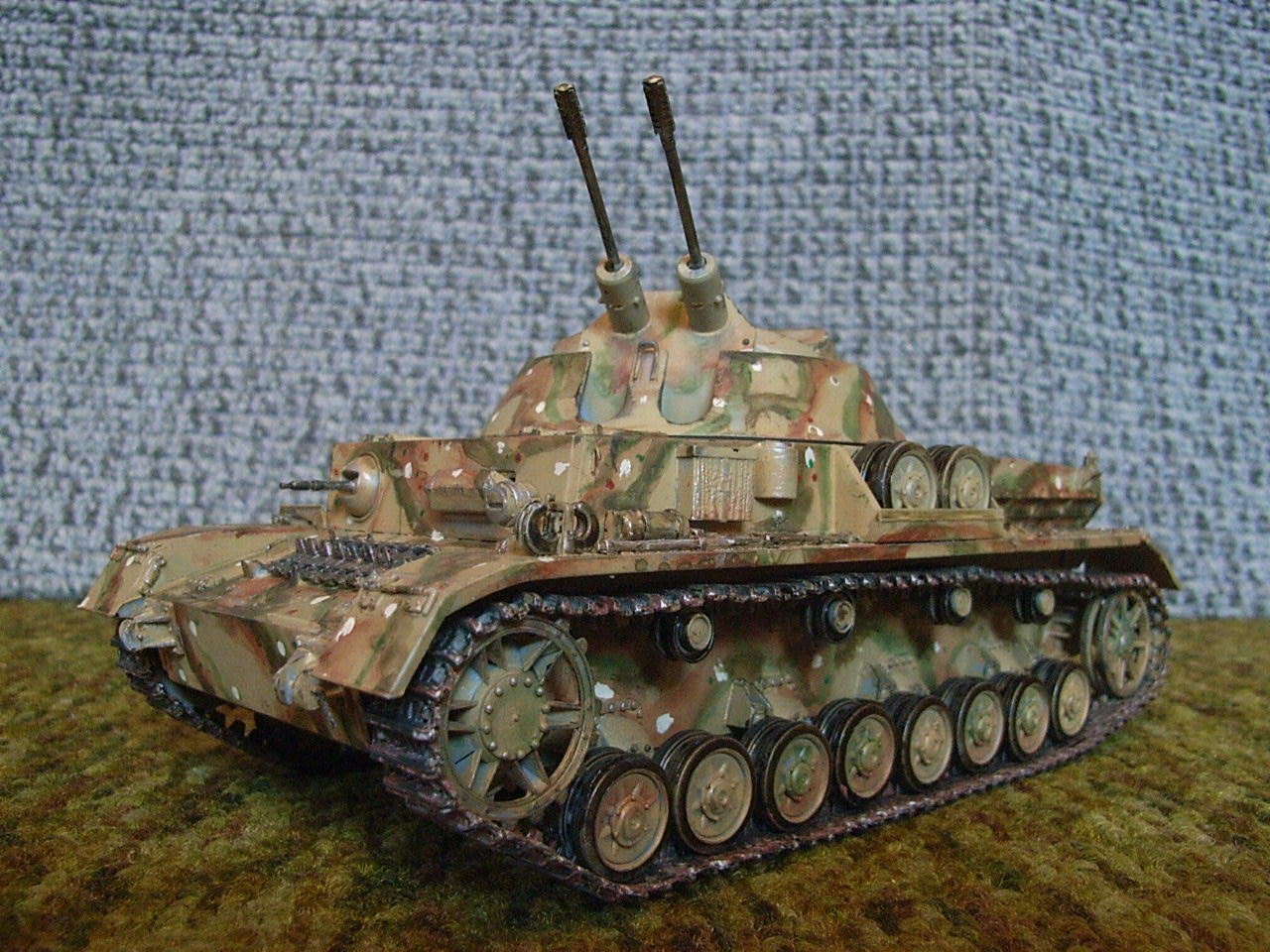
Skalmodell av en Flakpanzer IV Kugelblitz
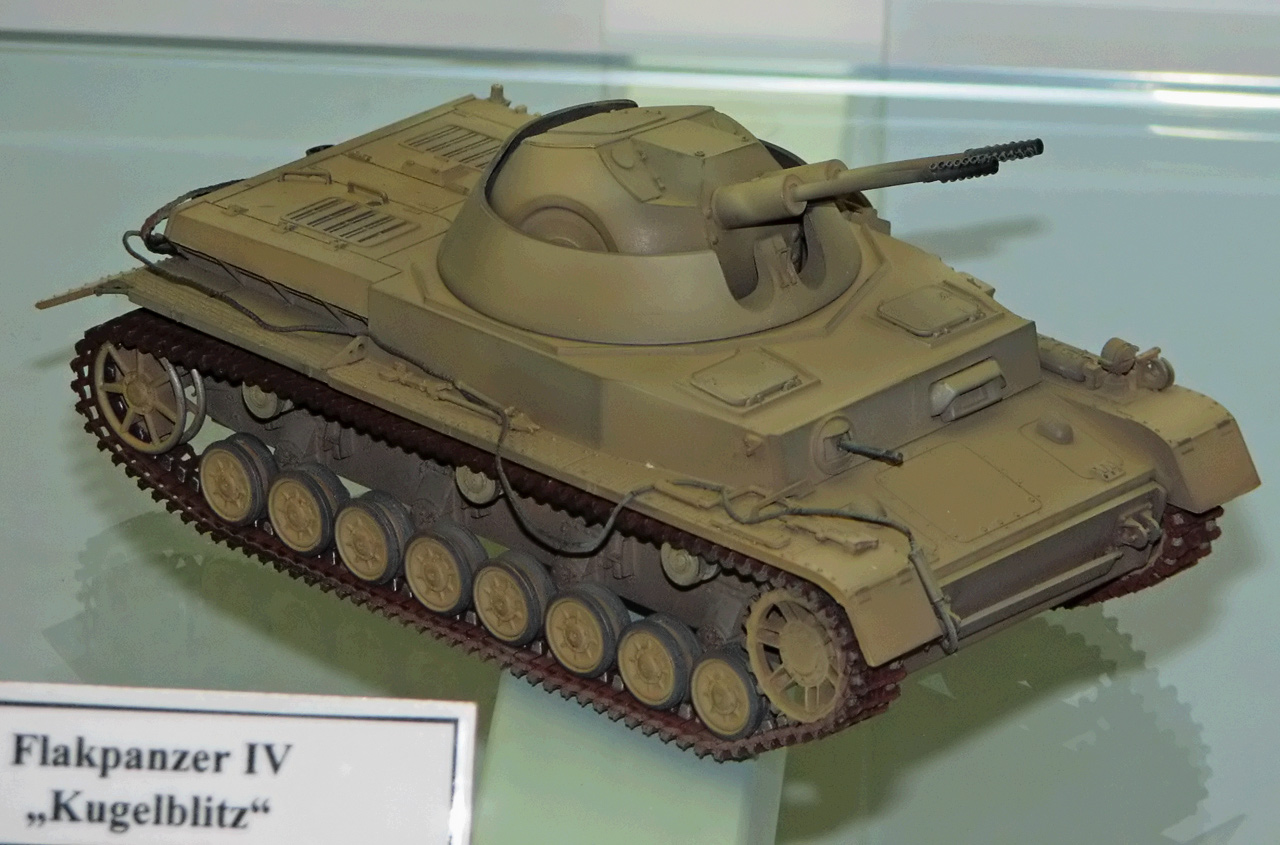
Skalmodell av en Flakpanzer IV Kugelblitz
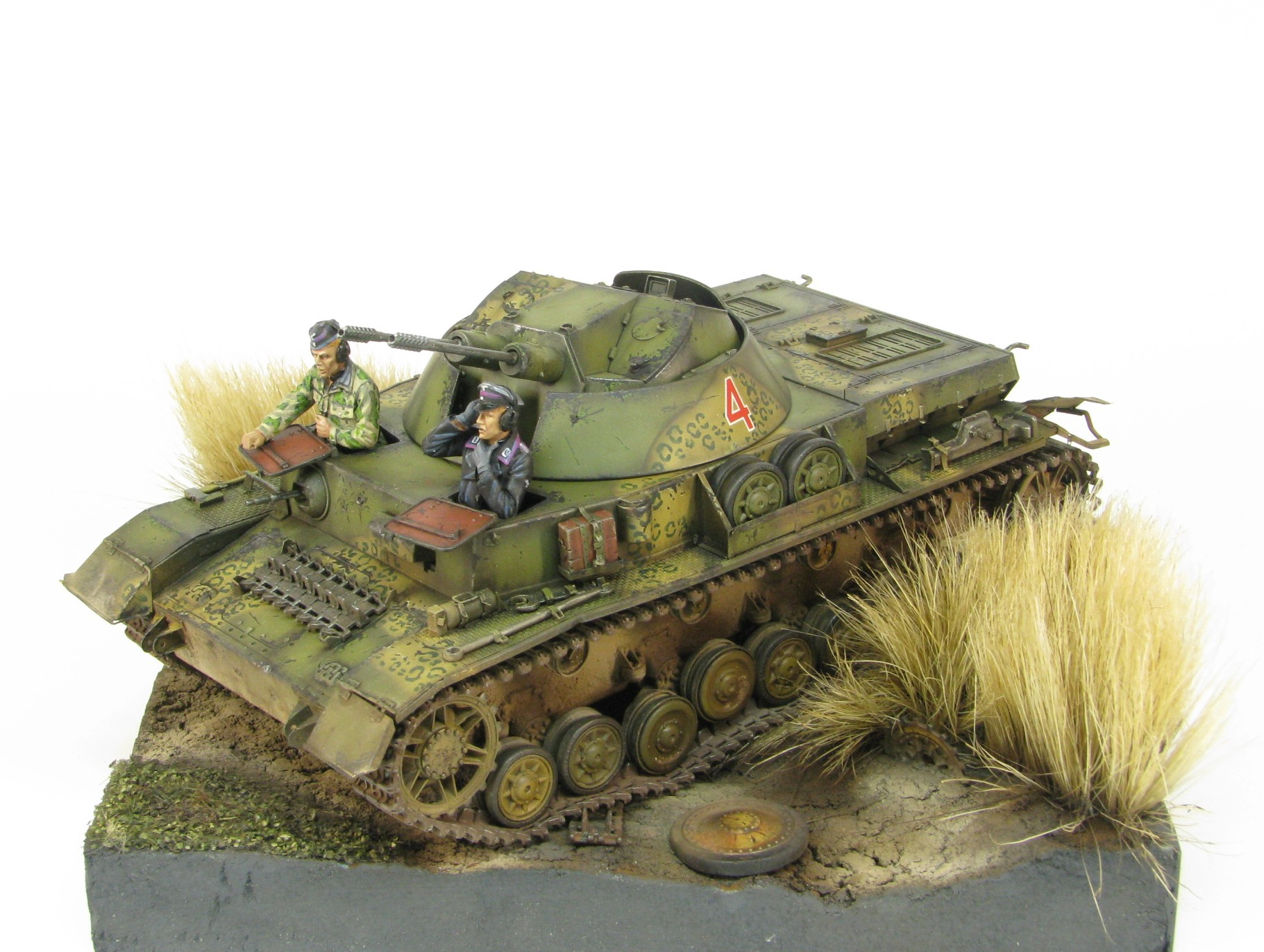
1/35 skalmodell av en Flakpanzer IV Kugelblitz

### Tryckta verk
- Peter Chamberlain, Hilary Doyle (1999). Thomas L. Jentz. red. Encyclopedia of German Tanks Of World War Two (andra). Arms & Armour. ISBN 1-85409-518-8